# Station Tullamore
Station Tullamore is een spoorwegstation in Tullamore de hoofdplaats van het Ierse  graafschap Offaly. Het station ligt aan de lijn  Dublin - Galway. 

## Verbindingen
In de dienstregeling van Iarnród Éireann voor 2015 heeft Clara verbindingen met Galway, met Westport en Ballina en met Dublin. Galway wordt acht keer per dag bediend, Westport/Ballina vijf keer per dag, terwijl er dagelijks vijftien treinen richting Dublin gaan.